# L'hiver vient
L'hiver vient (Winter Is Coming) est le premier épisode du feuilleton télévisé américain d'heroic fantasy Game of Thrones. D'une durée de 63 minutes, il a été diffusé pour la première fois le 17 avril 2011 sur la chaine HBO.
Cet épisode a été écrit par les créateurs de la série, David Benioff et D. B. Weiss. C'est une adaptation fidèle des premiers chapitres du roman A Game of Thrones de George R. R. Martin. L'épisode, réalisé par Tim Van Patten, reprend le pilote non diffusé et réalisé par Thomas McCarthy.
Il présente une partie du cadre et des principaux personnages de la série. L'épisode est centré sur la Maison Stark qui régit le nord du royaume et sur l'implication de son seigneur, Eddard Stark, dans la politique du roi quand celui-ci le choisit pour remplacer sa « main » (premier ministre) récemment décédée. L'épisode a reçu des critiques favorables et a été regardé par 2,2 millions de téléspectateurs lors de sa première diffusion sur HBO. Deux semaines auparavant, la chaine avait diffusé, en guise d’avant-première de la série, les quinze premières minutes de cet épisode. 
Son titre, « Winter Is Coming » (L'hiver vient), est la devise de la Maison Stark. Le Nord du royaume est tout particulièrement marqué par le dérèglement progressif du climat de cet univers où les saisons sont de plus en plus longues (plusieurs années) et les hivers plus rigoureux et meurtriers.    

## Résumé
La plus grande partie de l'histoire se déroule dans le domaine de Winterfell qui fait partie du Royaume des Sept Couronnes, lequel occupe tout le sud du continent de Westeros. Eddard Stark (Sean Bean) est le seigneur de ce domaine et le suzerain des contrées du Nord du royaume.    
Une autre partie de ce premier chapitre se déroule hors de Westeros, dans une contrée au climat plus chaud, où vivent en exil deux membres de la Maison Targaryen, dépossédée d’un trône qu’elle tente de reconquérir. Deux autres parties, plus courtes se déroulent à l’extrême-Nord pour l’une et, pour l’autre, dans la capitale du royaume, dans une grande pièce où est exposé un catafalque.

### Dans le Nord
Trois membres de la Garde de Nuit patrouillent au nord du «Mur», un haut rempart de glace qui constitue la frontière nord du royaume. L’un d’eux découvre des cadavres démantelés et déchiquetés de «sauvageons», êtres qui peuplent les terres inhospitalières situées au nord du Mur. Puis surviennent les auteurs supposés du massacre, des entités effrayantes au corps grisâtre cadavérique et aux yeux bleus. L'un des hommes les identifie comme des Marcheurs Blancs, créatures disparues de la région depuis plusieurs millénaires, si tant est qu’elles aient jamais existé. Pris de panique, il s’enfuit bien que la désertion, pour un patrouilleur, soit passible de la peine capitale.
Lord Eddard Stark est le Seigneur de Winterfell et le « gouverneur du Nord ». Surnommé Ned, il a une épouse, lady Catelyn Stark (née Tully) (Michelle Fairley), et cinq enfants, trois fils et deux filles : Robb (Richard Madden), l’aîné qui a une vingtaine d’années, Sansa (Sophie Turner), la fille aînée, Arya (Maisie Williams), sa cadette, Bran (Isaac Hempstead-Wright), de dix ans et Rickon (Art Parkinson), le benjamin. Et puis il y a Jon Snow (Kit Harington), un fils naturel de Ned. Il est un peu plus jeune que Robb. De même que Théon, un autre garçon dont les liens familiaux avec les Stark ne sont pas explicités. 
On informe Ned que le déserteur de la Garde de Nuit a été capturé. Il va le décapiter lui-même, accompagné de tous ses fils, sauf Rickon. En rentrant, la petite troupe trouve le cadavre d’une louve géante en piteux état après un affrontement avec un cerf, lui aussi mort. Ce type de loup a théoriquement disparu depuis le dernier Grand Hiver, il y a deux siècles. Près du cadavre il y a six louveteaux encore vivants. Puisque le loup géant est l’emblème de la famille Stark et qu'il y a autant de louveteaux que d'enfants Stark, Ned en donne un à chacun. À Jon, le bâtard, échoit le plus petit, un albinos.
Au retour de son époux, Catelyn l’informe de l’arrivée d’une lettre annonçant la mort de Jon Arryn. Ancien mentor d'Eddard, Jon était devenu la «Main du roi», c’est-à-dire à la fois son premier ministre et son connétable. Ce message annonce également la venue du roi Robert Baratheon (Mark Addy) et de sa famille à Winterfell. 
Ned Stark reçoit avec faste le roi, son épouse et reine, Cersei Lannister (Lena Headey), et leurs trois enfants : le prince Joffrey (Jack Gleeson), la princesse Myrcella (Aimee Richardson) et le jeune prince Tommen (Callum Wharry). Les accompagnent Jaime Lannister (Nikolaj Coster-Waldau), le frère jumeau de Cersei et membre de la garde royale, ainsi que leur jeune frère Tyrion Lannister (Peter Dinklage) qui est nain. Le roi Robert et Ned Stark se rendent dans la crypte funéraire de la famille Stark pour se recueillir devant le tombeau de Lyanna Stark, la défunte sœur de Ned, qui a été assassinée alors qu’elle était fiancée à Robert. Ce dernier confie à son vieil ami qu'il souhaite faire de lui sa nouvelle « Main ». Pour sceller l'alliance entre les deux familles, il suggère que Sansa, la fille de Ned, soit promise à son fils Joffrey.
Alors que la fête bat son plein, Jon Snow, qui n’y a pas été invité du fait qu’il est un bâtard, voit arriver son oncle, Benjen Stark, officier de la Garde de Nuit. Jon lui fait part de son désir de revêtir l’habit noir de la Garde. Benjen, arguant de l’âpreté de ce métier, tente de l’en dissuader. Plus tard après la fête, Catelyn reçoit un message troublant de sa sœur Lysa, veuve de Jon Arryn. Elle soupçonne la puissante maison Lannister d’être à l’origine de la mort de son mari. Ned, qui était d'abord réticent à accepter ce poste de « Main du roi », décide de le faire pour protéger son vieil ami.
Le lendemain, le jeune Bran, qui aime escalader les murs de Winterfell, grimpe à une haute tour désaffectée. Arrivé presque en haut de cette dernière, par une fenêtre, il surprend la reine Cersei et Jaime, son frère jumeau, en pleins ébats sexuels. Ce dernier pousse le témoin gênant dans le vide.

### Dans une autre contrée
Le prince en exil Viserys Targaryen (Harry Lloyd) conspire pour monter sur le trône pris à son père, assassiné 17 ans plus tôt. Avec sa sœur Daenerys (Emilia Clarke), il a trouvé refuge chez le magistrat Illyrio Mopatis à Pentos, dans une région chaude et aride. Par l’entremise de ce dernier, il négocie un mariage entre sa sœur et Khal Drogo (Jason Momoa), chef d'un peuple nomade, les Dothrakis. Il compte sur l’aide de ce redoutable guerrier pour s’emparer du pouvoir qui lui revient.
La blonde et diaphane Daenerys exprime quelques «réticences» à l’idée de cette union avec le peu engageant barbare, mais son frère se fait menaçant. Lors de la cérémonie de mariage, Daenerys reçoit deux présents. Le premier est une collection de livres sur le Royaume des Sept Couronnes, offerte par ser Jorah Mormont (Iain Glen), un chevalier qui a été banni du royaume parce qu’il a « vendu des esclaves ». Le second est un coffre contenant trois œufs de dragons pétrifiés, offerts par Illyrio Mopatis.

## Production

### L'épisode pilote original
Le développement de la série commence en janvier 2007.
HBO, après avoir acquis les droits des romans avec l'intention d'en faire une série télévisée à portée internationale, embauche David Benioff et D. B. Weiss pour écrire et produire la série, qui doit couvrir l'équivalent d'un roman (selon la découpe en version originale) par saison. Les première et seconde ébauches du script de l'épisode pilote sont proposées en août 2007 et juin 2008.
Bien qu'HBO trouve les deux ébauches à son goût, l'épisode pilote n'est pas commandé avant novembre 2008.
La production a choisi Tom McCarthy pour réaliser l'épisode pilote, dont le tournage a eu lieu entre le 24 octobre et le 19 novembre 2009 en Irlande du Nord, en Écosse et au Maroc.
En octobre 2010, HBO annonce sa décision d'accepter la série.
Cependant, pour des raisons artistiques et de changements dans la distribution, ce pilote ne sert finalement pas de premier épisode et le tournage d'une nouvelle version est commandée.
Plusieurs acteurs du pilote original n'ont pas été retenus pour la série. Emilia Clarke a remplacé Tamzin Merchant dans le rôle de Daenerys Targaryen, et Michelle Fairley a remplacé Jennifer Ehle dans celui de Catelyn Stark.
En outre, certains rôles mineurs ont également été changés : Roger Allam remplace Ian McNeice dans le rôle du magistrat Illyrio ;
Dermot Keaney remplace Richard Ridings dans celui de Gared et Rob Ostlere remplace Jamie Campbell Bower dans celui de Waymar Royce.
Une autre différence se situe au niveau des lieux de tournage : l'épisode pilote contenait des scènes tournées en Écosse (où le château de Doune était utilisé pour recréer Winterfell) et au Maroc (reprenant les lieux de tournages du film Kingdom of Heaven pour représenter Pentos, le lieu des noces de Drogo et Daenerys),.
Dans l'épisode pilote diffusé, divers lieux de l'Irlande du Nord ont servi pour représenter Winterfell, tandis que toutes les scènes de Pentos ont été tournées à nouveau à Malte.
Cet épisode pilote original n'a pas été diffusé et le premier épisode est finalement réalisé par Tim Van Patten, bien que quelques prises du pilote original ont été utilisées dans celui diffusé.
Celles-ci comprennent, entre autres, les parties où Sansa discute avec Cersei et Catelyn, où Will court à travers les bois et la scène dans la crypte entre Ned et Robert. Cette scène est d'ailleurs l'une des rares scènes tournées en format 35 mm ; ce qui fait que dans les versions haute définition de l'épisode, un léger grain est visible.

### Tournage
Les scènes d'extérieur de la demeure d'Illyrio ont été tournées au palais Verdala, la résidence d'été du président de Malte. Pour Winterfell, un parking fit office de cour du château et un cellier à vin fut utilisé pour les cryptes de la famille Stark. Dans la scène où les Stark rencontrent un cerf tué par un loup géant en revenant de l'exécution, la production a utilisé un véritable animal mort plutôt qu'un accessoire. Le cerf était mort depuis deux jours et il puait tellement que les acteurs ont dû faire un effort pour ne pas montrer leur dégoût à l'écran.

### Scénario
Écrit par les créateurs de la série David Benioff et D. B. Weiss, le premier épisode reprend l'intrigue des chapitres 1 à 7, 9 et 12 du livre. Il y a eu des changements par rapport au livre dans le prologue (dans le livre, c'est Gared et non Will qui survit et qui est décapité par Eddard), de nouvelles scènes montrant la perspective des jumeaux Lannister ainsi que la nuit de noces de Daenerys où Drogo n'attend pas le consentement de sa nouvelle épouse pour entamer une relation sexuelle.

## Accueil

### Avant-première
Le 3 avril 2011, soit deux semaines avant la première diffusion de L'hiver vient, HBO dévoile les quinze premières minutes de l'épisode en avant-première sur son site internet.
Dave Banks, de Wired, dit de l'avant-première qu'elle est « bien meilleure que ce qui en était attendu. (Comment cela est-il même possible ?) »,.
Scott Stinson du National Post de Toronto note que « vous savez que vous ne regardez pas un feuilleton produit par une chaîne généraliste lorsqu'il y a deux décapitations dans les quinze premières minutes »,.

### Audiences
La première diffusion attire environ 2,2 millions de téléspectateurs, pour un total en première semaine d'environ 4,2 millions. Au total, la chaîne estime à 6,8 millions le nombre de visionnages.
Le 18 avril 2011, l'épisode est présenté au Royaume-Uni et en Irlande et attire 750 000 téléspectateurs, un record pour le diffuseur British Sky Broadcasting.
Le 28 octobre 2013, l'épisode est proposé en France, en clair sur D8 à partir de 22h45 et a attiré 530 000 téléspectateurs, soit un score de 4,2% de part de marché auprès de l'ensemble du public. C'est un bon score pour le diffuseur, qui est une chaîne de la TNT.

### Réception par la critique
L'accueil réservé par la critique à cet épisode et aux suivants de la saison a été extrêmement positif.
James Poniewozik du Time le considère comme une « victoire épique », et Jace Lacob du Daily Beast le qualifie d'« inoubliable »,.
Alan Sepinwall, du site HitFix (en), écrit qu'« il est bien trop tôt pour dire si Le Trône de fer fera partie du panthéon de HBO [avec les séries comme Les Soprano ou The Wire], mais [cette série] a énormément de points communs avec ces séries-là »,.
Matt Fowler d'IGN écrit que l'épisode pilote « nous emmène sans effort et fidèlement à travers le livre en plus de parvenir à saisir l'imposant esprit morbide des pages de Martin pour les rendre en une télévision passionnante »,.
Les mérites de la production et du jeu des acteurs ont valu à la série beaucoup d'éloges : Scott Meslow de The Atlantic déclare que « la vaste distribution de la série est presque intégralement impressionnante et le monde fantasy de Westeros sent le vécu et est magnifique »,. Alan Sepinwall qualifie également la distribution de « vraiment exceptionnelle » et ajoute que la série est un « festin pour les yeux », notamment parce que chaque lieu a sa propre identité mémorable.
Pierre Langlais, de Télérama dit de l'épisode que c'est « une merveille pour les yeux, ne laissant apercevoir que rarement ses artifices et offrant quelques séquences de toute beauté ».
Le générique d'ouverture, montrant une vue aérienne du monde où se déroule la série et d'où les différents lieux de l'intrigue émergent, est également loué,.